# Sjostedtiella claripennis
Sjostedtiella claripennis là một loài tò vò trong họ Ichneumonidae.